# Love in an Apartment Hotel
Love in an Apartment Hotel è un cortometraggio muto del 1913 diretto da D.W. Griffith.

## Produzione
Il film fu prodotto dalla Biograph Company. Venne girato a New York.

## Distribuzione
Distribuito dalla General Film Company e dalla Moving Pictures Sales Agency, il film - un cortometraggio di una bobina - uscì nelle sale cinematografiche statunitensi il 27 febbraio 1913. Nello stesso anno, uscì anche nel Regno Unito, il 27 aprile. Il 18 giugno 1915, ne fu distribuita una riedizione per il mercato americano.